# ランディ・ガードナーの断眠実験
ランディ・ガードナーの断眠実験（ランディ・ガードナーのだんみんじっけん）とは、1963年12月から1964年1月にかけて、当時17歳のランディ・ガードナー（英: Randy Gardner、1946年 - ）によって行われた断眠の実験である。

## 内容
この実験でガードナーは264.4時間（11日と24分）睡眠をとらず、トム・ラウンズが持っていた260時間（10日と20時間）の記録を破った。ガードナーの記録はその後、1997年にギネス世界記録が安全上の理由から断眠の記録を廃止するまで、何度も破られた。断眠の記録が廃止された時点での世界記録はロバート・マクドナルドが保持していた453.7時間（18日と21時間40分）である。
実験には、スタンフォード大学で睡眠の研究をしていたウィリアム・C・デメント博士が参加し、ガードナーの健康状態はジョン・J・ロス海軍少佐によって監視された。また、実験はポイント・ロマ高校の同級生であるブルース・マカリスターとジョー・マルシアーノ・ジュニアによって記録された。
実験後、ガードナーの断眠の経験とその影響についての報告は、睡眠研究の分野で広く知られるようになった。

## 健康への影響
ガードナーは実験の10日目にピンボールをプレイした際にデメント博士に勝利し、これにより博士は、極端な睡眠不足は疲労に伴う気分の変化を除いてほとんど健康に影響しないことを主張した。しかし、ガードナーの健康状態を監視していたロス少佐は、深刻な認知的・行動的変化を報告し、その中には気分の落ち込みのほか、集中力・短期記憶の障害、偏執病、幻覚なども含まれていた。実験の11日目に100から7を繰り返し引くように求められたとき、ガードナーは65で中断した。中断した理由を尋ねられたとき、彼は自分が何をしていたのかを忘れてしまったと回答した。
実験最終日にガードナーは記者会見を主宰した。記者会見では、ガードナーは非常に健康な姿を見せ、「睡眠を断っても健康に害はないことを証明したかった。今回の記録を今後更新することも可能であり、実験は良い経験だった」と語った。

## 回復
実験後、ガードナーは14時間46分眠り、午後8時40分頃に目を覚ました。翌日は午後7時30分頃まで起きていたが、その後さらに10時間半ほど眠った。実験後の睡眠は研究者によって睡眠構造の変化に注目して観察された。
ガードナーは睡眠不足から完全に回復したように見受けられ、実験から1週間後、6週間後、10週間後にそれぞれ行われた追跡調査では、異常は報告されなかった。
しかし、2017年にガードナーは実験から数十年経過した2007年頃から深刻な不眠症を経験し始めたと報告し、かつての断眠実験が原因だと主張した。

## 記録の更新
ガードナーの記録は、実験の1か月後にフィンランドのハミナにおいてトイミ・シルボによって破られた。シルボは1964年2月5日から同月15日にかけて276時間の断眠に成功した。その後、1977年5月2日にイギリスのケンブリッジシャー州ピーターバラに住むモーリーン・ウェストンにより449時間の断眠記録が樹立された。しかし、前述のとおり、ギネス世界記録における断眠の記録はロバート・マクドナルドによる453.7時間を最後に廃止されており、現在では断眠の世界記録に挑戦することはできない。
なお、上記のように断眠の記録はガードナーの実験後に幾度となく打ち立てられたが、ガードナーの実験は多くの文献で紹介されたため、断眠の記録として広く知られている。